# Isocianato di metile
L'isocianato di metile (MIC) è un liquido chiaro, incolore, tossico, con un odore pungente di cavolo cotto. È altamente infiammabile, reattivo e solubile in acqua.
L'isocianato di metile si ricava industrialmente dalla reazione fra metilammina e fosgene.
{\displaystyle {\ce {CH3NH2 + COCl2 -> CH3NCO + 2 HCl}}}
Oppure per ossidazione catalitica della N-metilformammide
{\displaystyle {\ce {2 OHC-NH-CH3 + O2 -> 2 CH3NCO + 2 H2O}}}
Viene utilizzato nella produzione di fitofarmaci, poliuretani e plastiche. 
A causa della sua elevata tossicità il MIC viene prodotto e consumato in un ciclo continuo, in modo da minimizzare la quantità di sostanza presente nell'impianto.

## Presenza extraterrestre

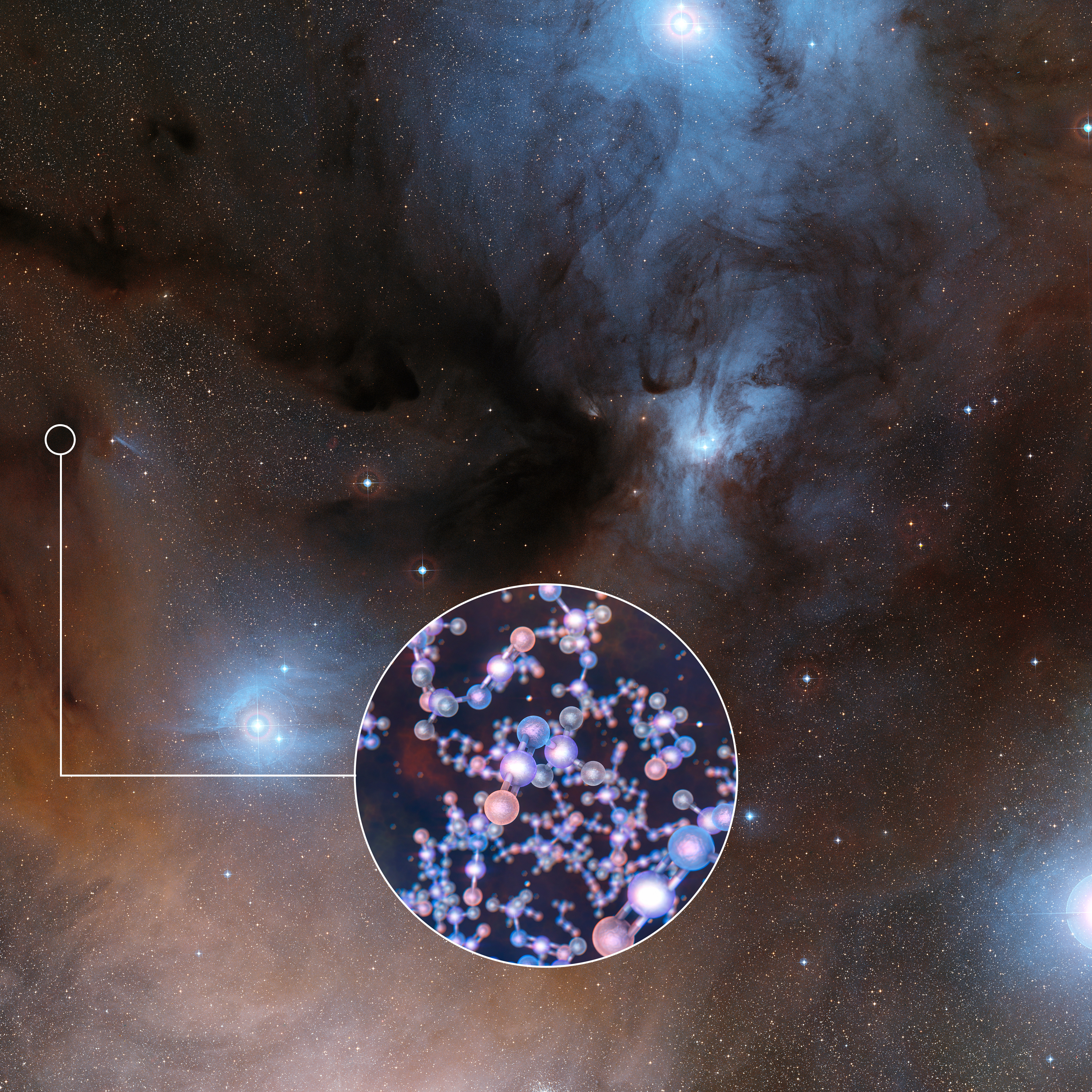
Illustrazione della molecola vicino ad una giovane stella simil-Sole, rilevata da ALMA.

Il 30 luglio 2015, viene riportata la scoperta fatta da Philae lander sulla cometa 67P/Churyumov-Gerasimenko, misurazione dello strumento COSAC e Ptolemy. Vennero rilevate sedici molecole organiche, quattro delle quali rilevate per la prima volta su una cometa, acetamide, acetone, isocianato di metile e propionaldeide.

## Incidenti
Il 3 dicembre 1984 si ebbe una fuga di questa sostanza in seguito ad un incidente verificatosi in un impianto industriale della città indiana di Bhopal. Si stimano tra 16.000 e le 30.000 vittime e la contaminazione del territorio circostante, causa nei decenni successivi di altre migliaia di morti.